# Jubilee Party of Kenya
Jubilee Party of Kenya är det styrande politiska partiet i republiken Kenya. Partiet bildades den 8 september 2016 efter en sammanslagning av 11 mindre partier. Under valet 2017 säkrade partiet ett flertal platser i parlamentet och partiledaren, Uhuru Kenyatta, omvaldes till Kenyas president.

## Historik

### Grundandet
Jubilee Party of Kenya anses vara efterträdaren till en tidigare allians av partier som bildades i januari 2013 för att stödja Uhuru Kenyattas presidentkandidatur. På grund av interna konflikter partierna emellan var det dock svårt att hålla ihop denna tidigare allians varför koalitionens ledande aktörer, inklusive president Kenyatta, beslöt att övergå från en koalitionsregering till ett gemensamt parti istället. Detta nya parti bestod av de viktigaste partierna från den föregående alliansen. Ombildningen blev formell i september 2016. 